# 上開発駅
上開発駅（かみかいほつえき）は石川県能美郡辰口町上開発（現・能美市上開発町）に位置していた、北陸鉄道能美線の駅（廃駅）である。

## 歴史
- 1925年（大正14年）
  - 3月21日：能美電気鉄道の駅として開業。
  - 10月：側線が設けられる[1]。
- 1938年（昭和13年）10月27日（届出）：ホーム擁壁を木造からコンクリートに変更、ホーム長を9 m144 cmから15 mに延伸[1]。
- 1963年（昭和38年）7月19日：貨物側線を廃止[1]。
- 1980年（昭和55年）9月14日：能美線廃止に伴い廃駅。

## 駅構造
かつては側線の他に、産業組合支部が上開発に置かれたことで建てられた倉庫まで貨車専用の引き込み線が敷かれ、肥料や米などが出荷されていたという地上駅であった。晩年は貨物側線が無くなり単式ホーム1面1線となっていた。ホーム上には待合室があった。終始無人駅であった。

## 現状
現在は、かつての駅構内はアスファルト整備されてヘルスロードの敷地となっており、当時の面影はない。しかしかつての駅に隣接していた建物は2014年の時点ではほぼそのままの形で残っている。

## 隣の駅
北陸鉄道
能美線
辰口温泉駅 - 上開発駅 - 徳久駅